# چهکندک
چهکندک یک روستا در ایران است که در دهستان براکوه شهرستان خوسف واقع شده‌است. چهکندک ۵۸ نفر جمعیت دارد.